# 格奧爾吉耶夫斯克區

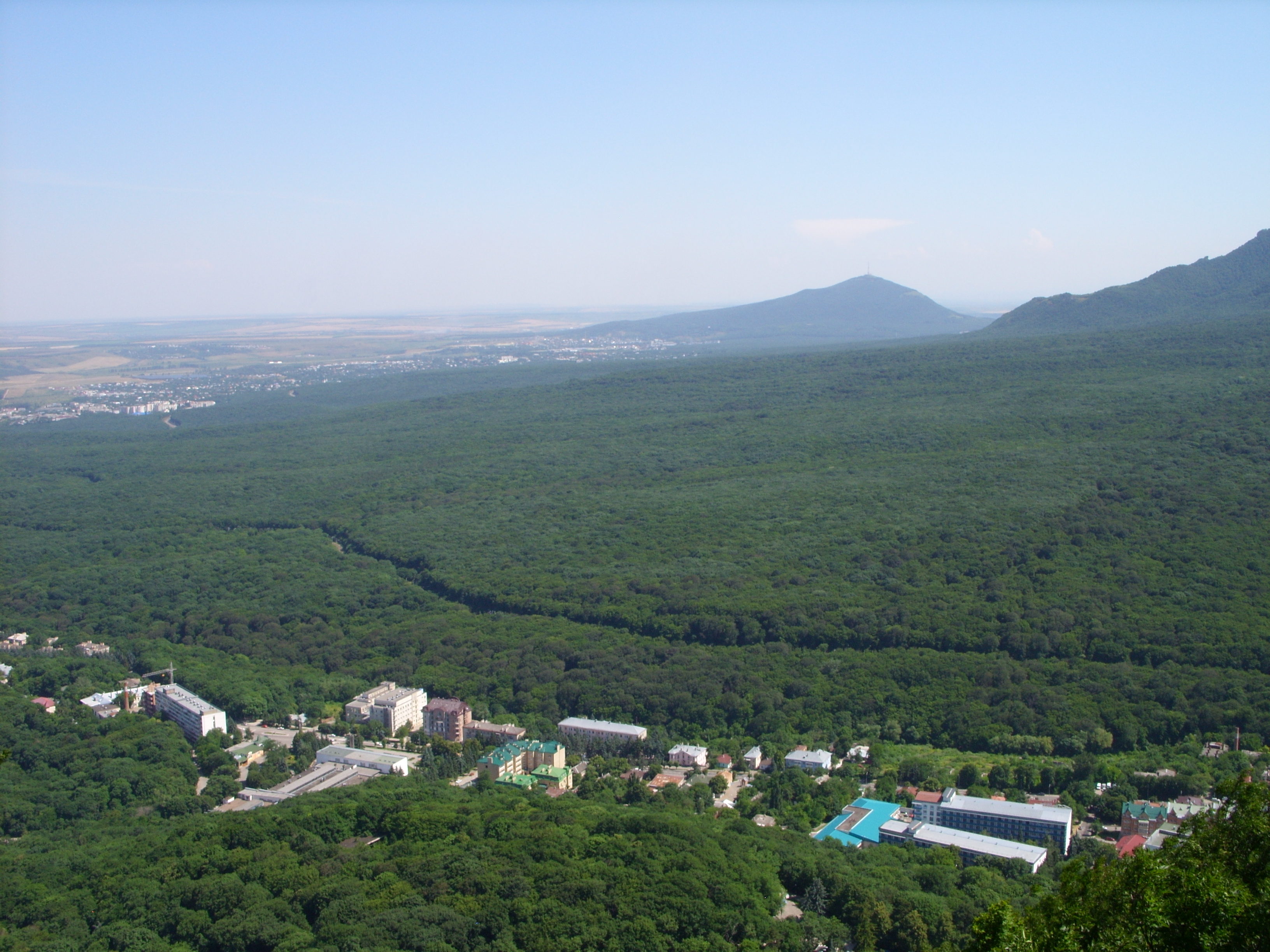

44°09′N 43°28′E / 44.150°N 43.467°E
格奧爾吉耶夫斯克區（俄语：Георгиевский район），是俄羅斯的一個區，位於該國西南部，由斯塔夫羅波爾邊疆區負責管轄，面積1,920平方公里，2010年人口101,367，人口密度每平方公里52.8人。